# ستونهام-ا-تئوکسبری، کبک
ستونهام-ا-تئوکسبری (به فرانسوی: Stoneham-et-Tewkesbury) شهرستانی در منطقه شهری لا ژاک-کارتیه ناحیه کاپیتل-ناسیونال در استان کبک کانادا است. در سرشماری سال ۲۰۱۱ این شهرستان ۵٬۹۷۶ نفر جمعیت داشته‌است و مساحت آن ۶۸۴٫۷۵ کیلومتر مربع است.